# Economia da Hispânia

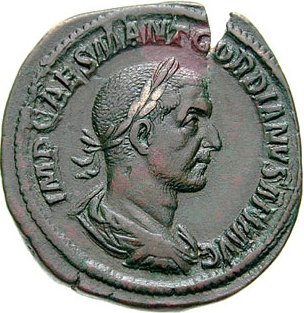
Sestércio com a efígie do imperador r.

A economia da Hispânia experimentou uma evolução significativa durante e após a conquista romana da península Ibérica. De um território inicialmente desconhecido, mas promissor, a Hispânia tornou-se uma das mais valiosas aquisições tanto da República Romana quanto do Império Romano, além de ser um pilar fundamental da economia que sustentava o auge de Roma.

## Economia pré-romana
Anteriormente à entrada de Roma na Ibéria, a prática totalidade da Península baseava-se numa economia rural de subsistência com pouco ou muito escasso tráfego comercial, exceto os maiores núcleos urbanos situados, sobretudo, na costa mediterrânica, que mantinham um contato regular com o comércio grego e fenício.

### Estratégia econômica da conquista romana
Tradicionalmente circularam por todo o Mediterrâneo as lendas fenícias sobre as infinitas riquezas de Tartesso, e sobre como regressavam as expedições comerciais da costa hispânica carregadas de prata. Indubitavelmente, estas histórias contribuíam para incrementar o interesse das potências mediterrâneas pela Península Ibérica.
Após a derrota na Primeira Guerra Púnica, Cartago viu-se agoniada pela perda de importantes mercados e pelo tributo que devia pagar a Roma como compensação pela guerra. A fim de corrigir esta situação, decidiram expandir-se pela costa da Ibéria, que até então ficava fora da área de influência romana. Cartago, interessada especialmente em obter o benefício rápido, explorou as minas de prata pelo litoral todo andaluz e levantino, extraindo importantes quantidades deste metal com o qual se financiaria em grande parte a Segunda Guerra Púnica e a campanha italiana de Aníbal.
Por este motivo entre outros, um dos primeiros objetivos estratégicos de Roma ao invadir a Península foi arrebatar a Cartago as minas próximas a Cartago Nova. Em parte devido à perda destes recursos, e em grande parte devido ao isolamento em que ficara. Aníbal teve de renunciar à guerra na Itália em 206 a.C.
Após a expulsão de Cartago, parte dos povos indígenas da Hispânia foram obrigados a pagar tributos a Roma através de uma intrincada rede de alianças e vassalagens. Apesar disso, ao longo dos séculos II e I a.C., Roma teve os territórios da Hispânia ainda não conquistada como um lugar propício para o saqueio e a rapina, rompendo com frequência os tratados de paz que, como os acordados na época de Tibério Semprônio Graco, permitiram períodos prolongados de paz. O levantamento dos povos celtiberos e lusitanos somente serviu para aumentar as ganâncias de Roma através das imensas pilhagens de guerra obtidas nas campanhas como as de Catão o Velho.
Esta política de obtenção de riquezas pela força teve a sua continuidade nas campanhas de Pompeu e posteriormente de Júlio César, de quem contam as crônicas que acudiu não somente para lutar contra Pompeu, mas para lucrar-se da conquista e pagar aos seus credores.
Enquanto isso, a costa mediterrânea hispânica, que fora conquistada durante a guerra contra Cartago e depressa romanizada, começava a sua expansão econômica e comercial, o que tornaria famosa a Hispânia no mundo romano.

## Economia da Hispânia romanizada
Além da exploração dos recursos minerais, Roma obteve com a conquista da Hispânia o acesso às que provavelmente foram as melhores terras de trabalho do território todo romanizado. Pelo tanto, fazia-se necessário pôr aquelas terras em exploração o quanto antes. Durante toda a dominação romana, a economia produtiva hispânica experimentou uma grande expansão, favorecida ademais por umas infraestruturas viárias e umas rotas comerciais que lhe abriam os mercados do restante do império.

### Circulação monetária
Um dos mais indubitáveis símbolos de civilização que as culturas forâneas achegaram à Hispânia foi a cunhagem de moeda com o fim de facilitar as transações comerciais. Até então, os povos peninsulares baseavam a sua economia na troca de produtos, mas a princípios do século III a.C., colônias gregas como Ampúrias começaram a cunhagem de moedas, embora sem influência para além dos seus limites territoriais.[carece de fontes?]
Posteriormente, Cartago introduziria mais amplamente o uso da moeda como forma de pagamento às suas tropas, durante a invasão romana; mas seria finalmente os romanos que imporiam o uso da moeda em o território todo hispânico, e não somente daquela moeda cujo valor se baseava no metal da mesma, senão de outras que, sendo de inferior valor que a sua liga, estavam avalizadas pelo tesouro romano. [carece de fontes?] Da abundância de moedas achadas, sobretudo daquelas de valor menor, pode concluir-se que o uso monetário esteve amplamente estendido a nível cotidiano. Durante o período expansivo de Roma na Hispânia, muitos povos da Península cunharam as suas próprias moedas com o fim de facilitar o pagamento de tributos e o comércio com a área sob domínio romano.
Durante o período republicano, era o senado romano que controlava por completo a emissão de moeda através das magistraturas monetárias, embora posteriormente, com o auge dos ditadores, o seu controlo reduzira-se às moedas menores, passando mais tarde muitas das fábricas de moeda a controlo imperial.
Uma vez consolidado o poder romano na Hispânia, foram muitas as fábricas que cunharam moeda, como Tarraco (a primeira das fábricas de moedas romanas na Hispânia), Itálica, Barcinho, César Augusta, Emerita Augusta, etc. E ao longo do Império, mais de 400 fábricas de moedas proporcionaram moeda à maior parte da Europa, o norte da África e Oriente Próximo.

### Mineração

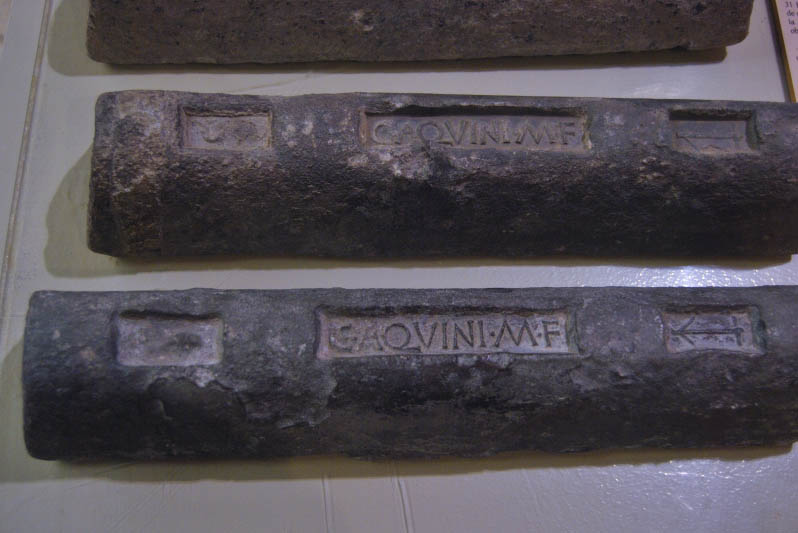
Lingotes romanos de chumbo das minas de Cartagena, Museu Arqueológico Municipal de Cartagena

Sem dúvida, o primeiro interesse de Roma na Hispânia foi extrair proveito das suas legendárias riquezas minerais, além de arrebatá-las a Cartago. Após o fim da Segunda Guerra Púnica, foi encomendada a Cipião Africano a administração da Hispânia, prestando uma especial atenção à mineração. Roma continuaria as práticas de extração que iniciaram os povos iberos e que posteriormente os cartagineses melhorariam importando as técnicas usadas no Reino Ptolemaico.
Já que a propriedade das minas era estatal, Roma criara as companhias «societates publicanorum», empresas públicas administradas por publicanos para a exploração mineira. Estes publicanos, geralmente pertencentes à ordem equestre, enriqueceram-se com rapidez e em grande abundância, mas durante a ditadura de Sila, este arrebatou as minas aos publicanos, pondo-as em mãos de particulares e obtendo com isso um grande benefício econômico e político. Na época de Estrabão (c. 64/64 a.C.–24 d.C.), durante a transição entre a República dos ditadores e o Império), outorgaram-se pois concessões de exploração a particulares. Este sistema permitiu o rápido enriquecimento de certas famílias que, procedentes de Itália, instalaram-se na Hispânia para esse efeito. Em outros casos, as minas podiam pertencer a uma cidade (geralmente a uma colônia). Os benefícios das minas hispânicas foram imensos e mantiveram-se durante o período todo de domínio romano de sete séculos, o que convertia à Hispânia num esteio econômico de Roma. As crônicas expressam com bastante fidelidade os valores de produção mineral, que já no século II a.C. eram de mais de nove milhões de denários anuais, enquanto as pilhagens de guerra do mesmo período nunca foram ao todo superiores a pouco mais da terceira parte desta cifra.

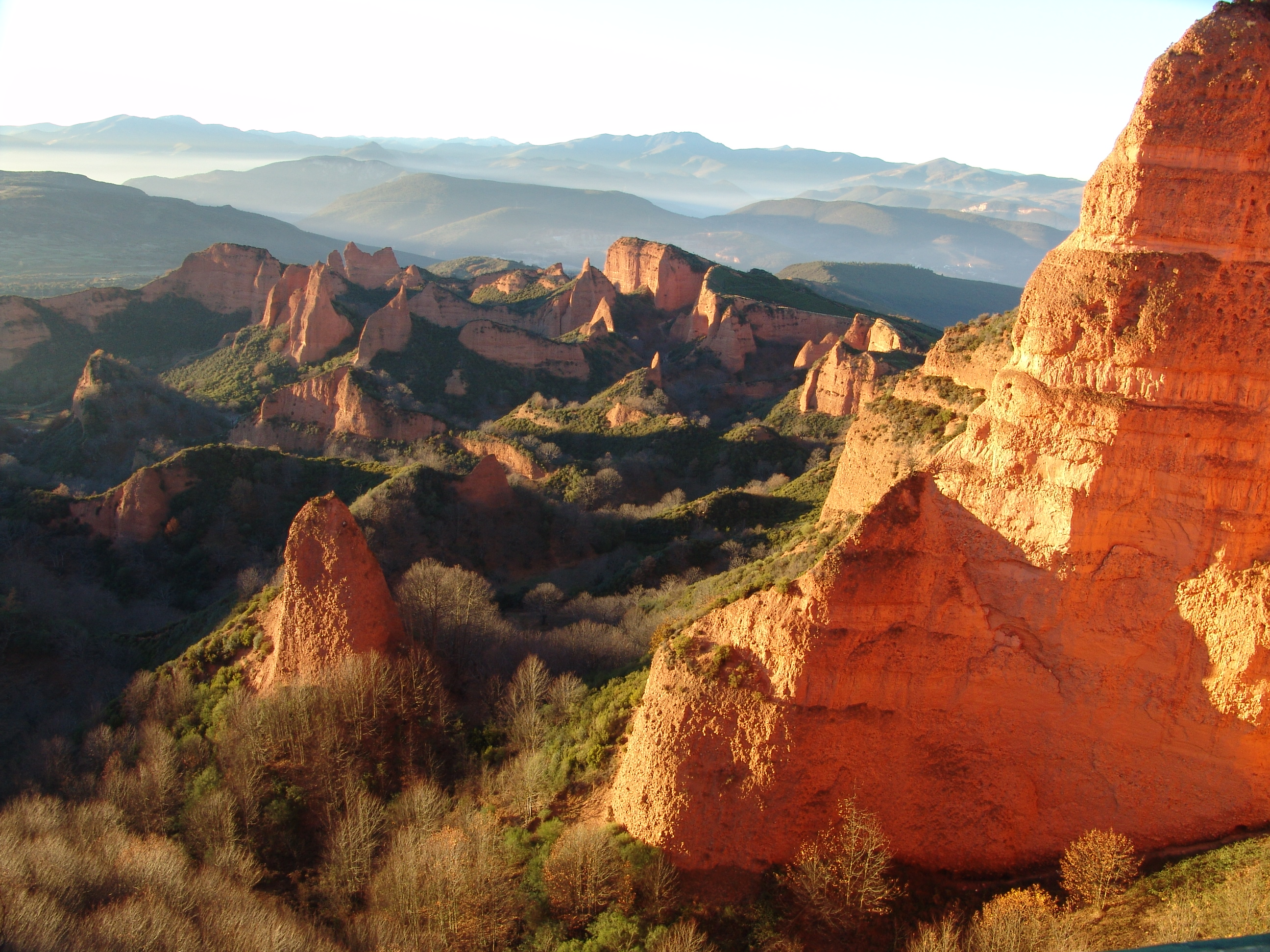
Las Médulas, vestígios da importante exploração de ouro a céu aberto na comarca de El Bierzo,, Espanha

Com relação aos minerais, Roma extraiu com maior interesse prata, cobre e ferro. Aníbal deu uma grande vitalidade às minas de prata de Cartago Nova, e Roma continuou extraindo-a em grandes quantidades, fazendo trabalhar nelas a um número de escravos cujo número era cerca de 40 000. Também na Bética, na comarca de Ilipa (o mesmo lugar onde Cipião  infligira uma importante derrota aos cartagineses, na margem ocidental do rio Betis, onde ainda hoje existem importantes jazidas mineiras como as de Almadén de la Plata ou Aznalcóllar, na província de Sevilha, e o mercúrio de Almadén que dependia de Sisapo (Vale de Alcúdia, província de Cidade Real). Desta produção, além dos vestígios nas mesmas jazidas mineiras, dão amostra os numerosos barcos afundados nos quais se acharam lingotes de prata e pães de cobre com os selos dos fundidores hispânicos.
Outro importante mineral extraído na Hispânia era o ''lapis specularis'', um tipo de pedra de gesso especular translúcido muito apreciado como mineral para a fabricação, a jeito de cristal, de janelas em Roma. A sua principal área de exploração eram as atuais províncias de Toledo e de Cuenca, sendo o centro administrativo de a sua produção mineira a cidade de Segóbriga, da qual era o principal recurso econômico.

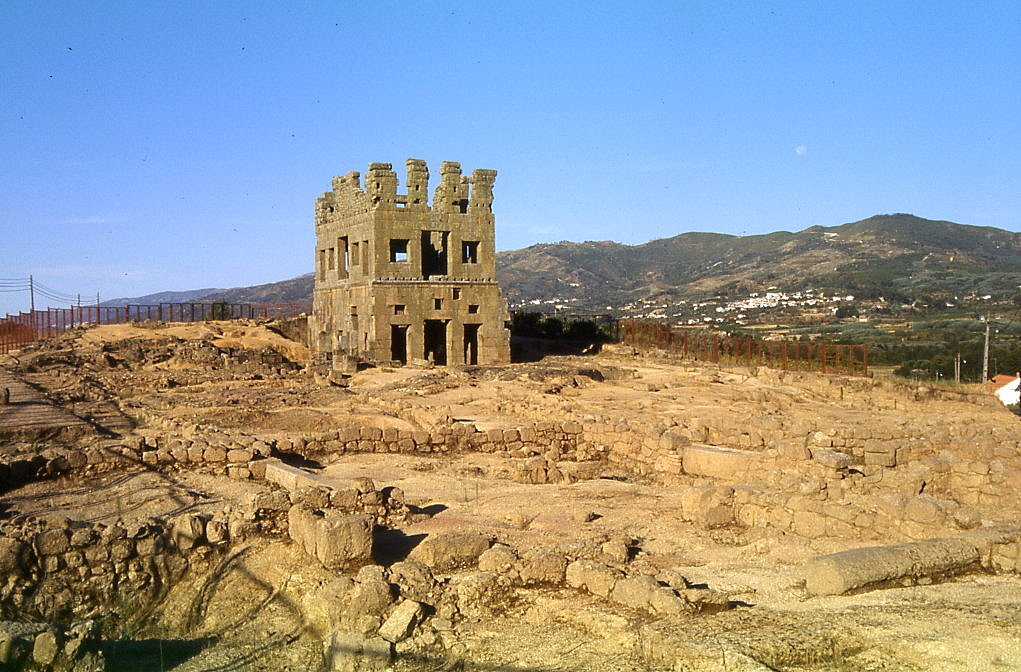
Torre romana de Centum Cellas, propriedade de um abastado negociante de estanho, Belmonte (Portugal), Portugal

Para além de tudo isso, o trabalho na mineração nos tempos da Hispânia romana era efetuado numas condições terríveis. Milhões de escravos eram ocupados nas minas num trabalho extremamente perigoso, sem nenhum tipo de segurança e sem um horário que fosse humanamente suportável. Para um escravo, o destino das minas constituía a pior das fortunas, e com quase total segurança, passar o restante dos seus poucos dias sem chegar a ver mais a luz do sol, acarretando mineral e pedras durante o dia todo ou picando nas galerias, sempre sob a ameaça dos derrubamentos.

### Agricultura
Logo que foram obtidas as primeiras conquistas, as terras de cultivo foram repartidas entre as tropas licenciadas, sendo os terrenos medidos e repartidos para a colonização do território. Tradicionalmente, o trabalho do campo fora idealizado pela cultura romana como a culminação das aspirações do cidadão. Os romanos impulsionaram a legislação sobre propriedade dos terrenos, garantindo as lindes graças às técnicas de agrimensura e a «centuriação» dos campos. Esta política permitiria uma rápida colonização das terras. Posteriormente, avançado o século II a.C., produzir-se-ia a crise do campesinato no território baixo domínio romano, provocada pelo enorme número de escravos que eram empregados em todos os setores produtivos, com a conseguinte queda em picado da competitividade do pequeno campesinato. A crise, apesar das fracassadas tentativas de reforma agrária dos tribunos Tibério e Caio Graco, favoreceria o fortalecimento dos grandes latifundiários, possuidores de grandes extensões de terreno dedicados a monocultura e trabalhados por escravos. O pequeno agricultor ver-se-ia abocado em muitas ocasiões a abandonar as suas terras e passar para as fileiras dos cada vez mais numerosos exércitos romanos.

#### Olival e comércio de azeite

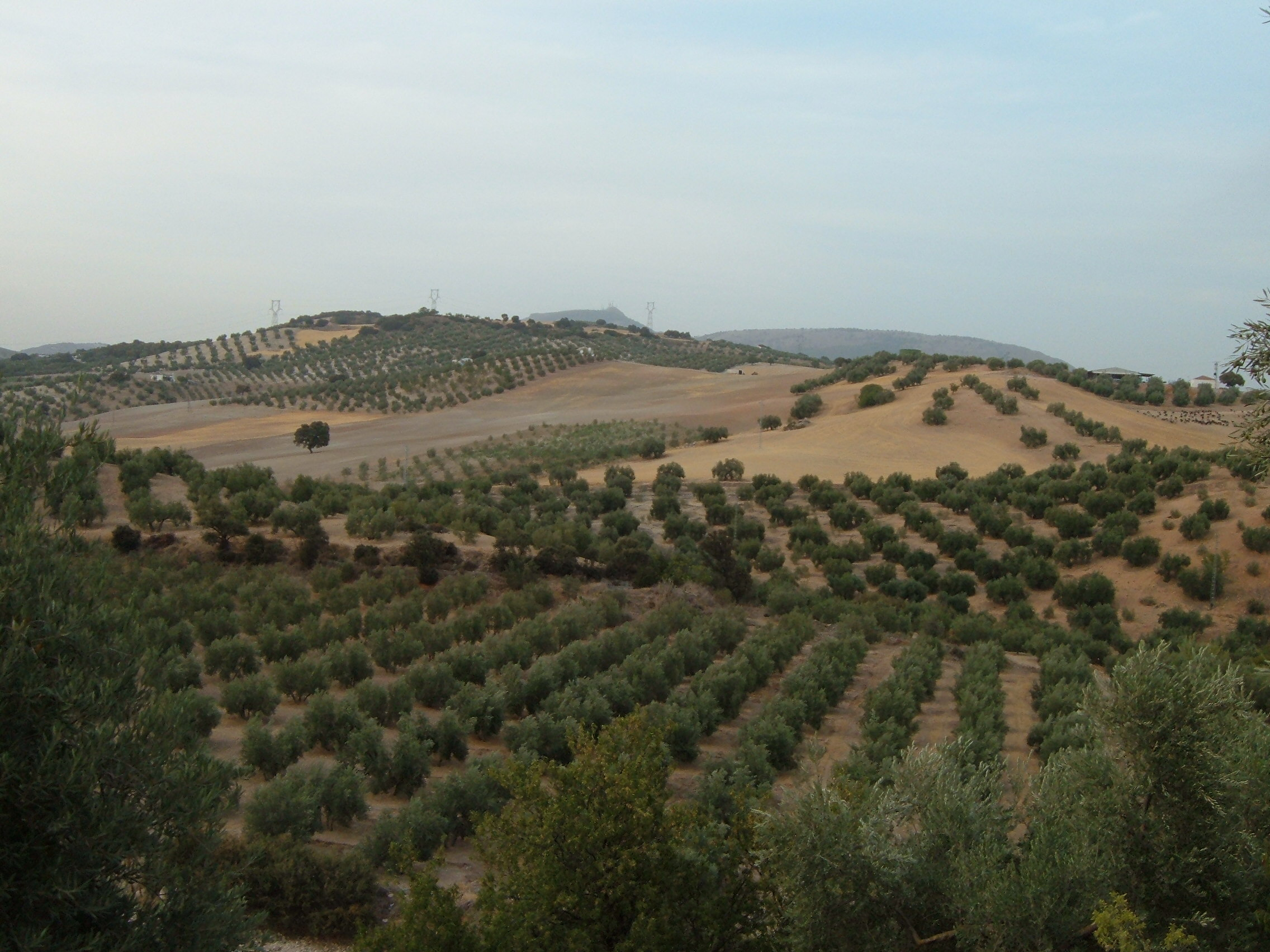
Olival na província de Granada

Dentro da produção agrícola hispânica destacou já desde o século II a.C. o cultivo da oliveira, especialmente no litoral mediterrâneo tarraconense e bético. Durante o período de domínio romano, a província Bética especializou-se na produção de azeite dedicado à exportação para Roma e para norte da Europa.
Este comércio é atestado pelas numerosas jazidas tanto submarinhas como de restos de ânforas estudadas no «monte Testácio». O monte Testácio originou-se como uma lixeira de embalagens cerâmicaa procedentes do comércio que chegava a Roma. Do tamanho atingido por esse monte, que segundo os estudos está composto em cerca de 80% do seu volume por ânforas de azeite da Bética, pode-se deduzir a magnitude do comércio gerado por este azeite e, portanto, a importância que o cultivo do olival teve na Hispânia. Foi este sem dúvida o produto procedente de Hispânia que em mais abundância foi comercializado durante um período de tempo mais prolongado, e de fato, ainda hoje é base da agricultura do sul da Península Ibérica.
As ânforas de origem bético acharam-se, além de no citado monte Testácio (já que a maior parte da produção de azeite dirigir-se-ia para Roma até meados do século III), em lugares tão diversos quanto Alexandria e mesmo Palestina. Durante o século II produziu-se ademais um importante comércio de azeite com destino às guarnições romanas em Germânia.
Dentro do comércio azeiteiro destaca-se pela quantidade de ânforas aparecidas, tanto no Monte Testácio como em outros lugares, a localidade sevilhana de Lora del Río, onde se situava um dos maiores exportadores deste produto, hoje estudado no sitio arqueológico de La Catria, embora existissem ao longo da história da Hispânia romana multidão de olarias e produtores de azeite em toda a Bética, bem como na zona de levante.

#### Viticultura e comércio de vinhos

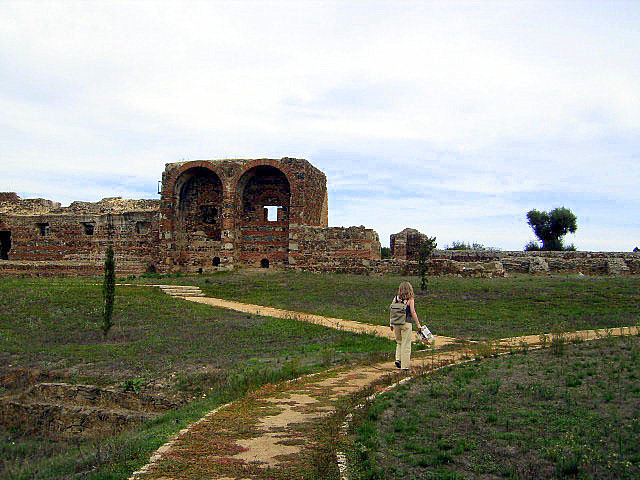
Villa romana de São Cucufate, próspera casa agrícola na Vidigueira, Portugal

A respeito do cultivo da vide, as fontes clássicas comentam a qualidade e quantidade dos caldos hispânicos, alguns de eles muito apreciados na Itália, enquanto outros menos seletos eram destinados ao consumo do grande público com menor poder aquisitivo. Este cultivo era produzido de jeito majoritária nos «fundus» (latifúndios ou o que hoje chamar-se-iam fazendas), que compreendiam todos os processos produtivos do vinho, ocasionalmente incluindo o trabalho de olaria necessário para a produção das embalagens. Devido ao número de ditos «fundus» e à produção total dos mesmos, era possível manter abastecido o mercado interior e exportar uma considerável quantidade de excedente para o consumo de outras zonas do império.

#### Tratados de Columela
Entre as crônicas e tratados sobre a agricultura na Hispânia é preciso destacar a obra do gaditano Lúcio Júnio Moderato Columela, que nos seus doze livros expõe as características da agricultura do seu tempo (século I), criticando aqueles defeitos que em sua opinião malogravam esse setor, como o abandono do campo e o açambarcamento de terras por parte dos grandes terratenentes. Naqueles livros trata com extensão o cultivo do olival e a vide.

### Conservas salgadas

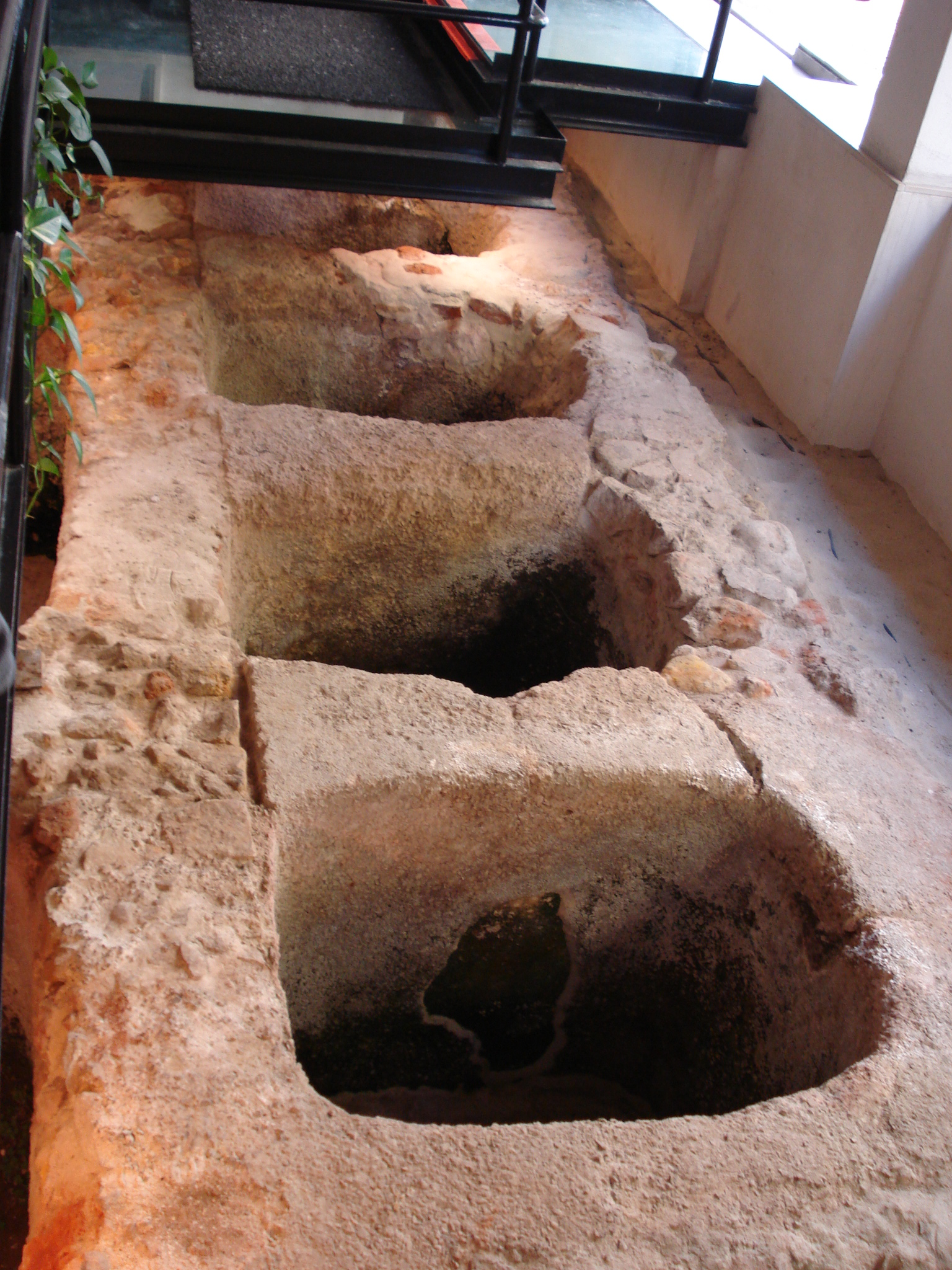
Fábrica de salmoura de peixe para fabricação do garo, produto exportado para várias partes do império, Setúbal, Portugal

Graças às pesquisas arqueológicas sobre a produção de ânforas no sul peninsular, pode-se deduzir que o comércio da salga dava-se já antes do domínio cartaginês, existindo evidências de produção e comercialização de peixesalgados em datas tão temporãs quanto o século V a.C. Os cartagineses estenderam este comércio por o ocidente todo mediterrâneo, quer hispânico quer norte-africano.

Durante o período todo romano, Hispânia destacou-se pela continuidade do florescente comércio de salgados procedentes da Bética, que estendia o seu mercado por todo o ocidente da Europa. Esta atividade produtiva vê-se refletida nos restos de fábricas cujo produto manufaturado era, além do peixe salgado, o molho garo, cuja fama estendia-se por o império todo. O molho garo era produzido mediante um processo de maceração das vísceras do peixe. Assim como sucedia com os produtos vitivinícolas ou o comércio do azeite, a produção de garo gerava uma importante indústria auxiliar do embalado em ânforas da qual também se conservam abundantes restos, e graças às quais se pode hoje determinar o alcance deste comércio.